# Polana gomezi
Polana gomezi är en insektsart som beskrevs av Delong 1979. Polana gomezi ingår i släktet Polana och familjen dvärgstritar. Inga underarter finns listade i Catalogue of Life.